# تپه چمن نصیر
تپه چمن نصیر در شهرستان الیگودرز، روستای گله وند واقع شده و این اثر در تاریخ ۵ آذر ۱۳۸۰ با شمارهٔ ثبت ۴۳۵۷ به‌عنوان یکی از آثار ملی ایران به ثبت رسیده است.